# Simfonia, D 2B (Schubert)
La Simfonia en re major, D 2B/997, és una obra inacabada de Franz Schubert que ha sobreviscut en una partitura orquestral incompleta de 30 compassos. L'esborrany inclou la lenta introducció, sencera, i el primer tema de l'Allegro. És una de les sis simfonies inacabades de Schubert. La va començar el 1811, quan Schubert tenia catorze anys, però no se sap exactament quant més va escriure abans d'abandonar-la (malgrat que visqué encara disset anys més). La instrumentació és l'estàndard de les simfonies primerenques schubertianes, amb una orquestra clàssica i amb l'afegit de trombons.
Brian Newbould, director i compositor especialista en Schubert, suggereix que la peça està modelada d'acord amb la Segona simfonia de Ludwig van Beethoven. Malgrat que a la Segona simfonia de Beethoven no hi ha trombons, Schubert si els inclou. Newbould afirma que la presència dels trombons no s'ajusta bé amb l'estil primerenc en les obres orquestrals de Schubert i opina que "no aporta res especial". Potser obeeix a un d'aquells impulsos juvenils de "córrer abans de poder caminar". No obstant això, la manera en que Schubert utilitza els trombons en aquesta obra indica que ja sabia quina era la seva funció era en una orquestra clàssica.